# Elisabeth Leidinge
Elisabeth Leidinge, född 6 mars 1957 i Sundsvall, är en svensk fotbollstränare och före detta fotbollsspelare. Som aktiv spelare gjorde hon 112 landskamper som målvakt. År 2015 invaldes Leidinge i Svensk fotbolls Hall of Fame.
Leidinge debuterade i seriespel med idrottsföreningen Kema Nord i Sundsvall. Tillsammans med några lagkamrater var hon med om att starta upp ett damlag i GIF Sundsvall 1973. Samma år debuterade hon i landslaget i en match mot Finland. 
Efter sex år i GIF Sundsvall värvades Leidinge till Jitex BK inför säsongen 1979, en klubb hon stannade i till 1991. Under tiden i Jitex var hon med och erövrade fyra SM-guld och tre cupguld. 
Leidinge var målvakt i svenska landslaget under EM 1984 där Sverige tog guld, samt VM i fotboll för damer 1991 i Kina, där laget slutade på en bronsplats. Efter turneringen valde Leidinge att sluta för att istället ta ett ledaruppdrag i Malmö FF. Under säsongen gjorde hon dock comeback som spelare. Under åren i Malmö erövrade Leidinge ytterligare två SM-guld innan karriären som spelare avslutades. 1991 tilldelades hon även Diamantbollen.
2006 flyttade Elisabeth Leidinge tillbaka till Sundsvall där hon idag är målvaktstränare inom Sundsvalls DFF, den tidigare damfotbollssektionen inom GIF Sundsvall som nu är självständig klubb.
Leidinge medverkar i Sveriges Televisions dokumentära TV-serie Den andra sporten från 2013.

## Utmärkelser
- Diamantbollen: 1991

## Klubbar
- Gif Sundsvall
- Jitex BK
- Malmö FF

### Fotnoter
1. ↑  ”Damlandslagsspelare 1973–2017” ( PDF). Svenska Fotbollförbundet. Arkiverad från originalet den 26 mars 2018. https://web.archive.org/web/20180326202526/https://www2.svenskfotboll.se/ImageVault/Images/id_69553/ImageVaultHandler.aspx.
2. ↑  ”Alla invalda i Hall of Fame”. Svenska fotbollförbundet. Arkiverad från originalet den 30 juni 2018. https://web.archive.org/web/20180630161622/https://www.svenskfotboll.se/svff/hall-of-fame/alla-invalda/. Läst 5 juni 2018.
3. ↑  ”Diamantbollen”. Svenska fotbollförbundet. Arkiverad från originalet den 26 juni 2015. https://web.archive.org/web/20150626101732/http://fogis.se/fotbollsgalan/diamantbollen1/. Läst 6 november 2015.